# Aegilops comosa
Aegilops comosa är en gräsart som beskrevs av James Edward Smith. Aegilops comosa ingår i släktet bockveten, och familjen gräs. Utöver nominatformen finns också underarten A. c. heldreichii.